# Trilogia dei cannibali
La trilogia dei cannibali comprende una serie di film diretti da Ruggero Deodato. Ne fanno parte, cronologicamente, Ultimo mondo cannibale, Cannibal Holocaust e Inferno in diretta. 

## La trilogia

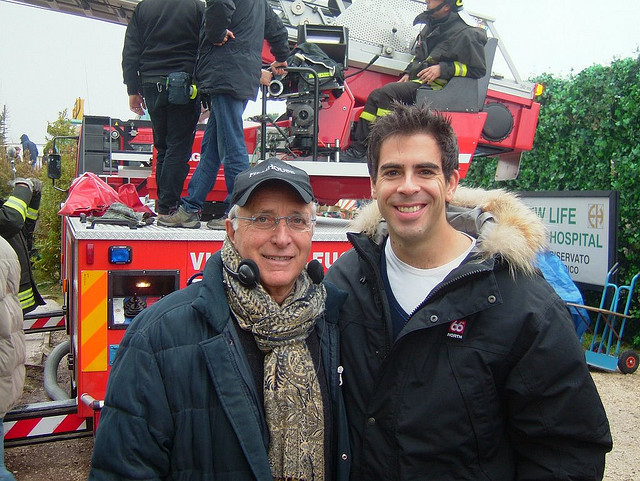
Ruggero Deodato ed Eli Roth

Il genere cannibal movie trae origine da Il paese del sesso selvaggio di Umberto Lenzi, il primo a mostrare una sequenza antropofaga. Successivamente, visto il consenso di pubblico, fu proposto a Deodato di dirigere una pellicola esotica-orrorifica. Nacque così l'idea di Ultimo mondo cannibale.
Nei tre film diretti dal cineasta potentino si possono trovare alcuni elementi comuni e tipici di questo sottogenere horror: lo stile del falso documentario, sequenze violente ai danni di animali e ambientazioni tribali. Proprio per questi topoi, le seguenti opere audiovisive furono spesso censurate o vietate ai minori di 18 anni. Alcuni critici, nel corso degli anni, hanno intravisto, nei lavori della serie, duri attacchi verso la civiltà occidentale.
Come ha ribadito più volte lo stesso regista, i tre lungometraggi si ispirano allo stile di Gualtiero Jacopetti, creatore dei cosiddetti mondo movie.
Il successo dei film consacrò Deodato come Monsieur Cannibal (lett. "Signor Cannibale", dal francese). Eli Roth ha più volte rilasciato interviste in cui ha dichiarato di essere stato influenzato dalla trilogia per la realizzazione del suo The Green Inferno.